# 开发区
开发区广义上一般指中华人民共和国中央及地方政府为整合经济、高新技术资源或实验示范而划定的功能区，在功能区内通过给予优惠政策以吸引人才、资金、技术等资源，使其成为推动工业化、城镇化快速发展和对外开放的重要平台。开发区属于行政管理区性质，设置管理委员会，极少数直接划为行政区划单位。根据发展规划的不同，开发区多以工业、经济技术、高新技术或特定产业予以冠名；针对特定技术的行业、单一产业，或以特定产业为主规划的功能区，规划区域较小，多称为园区，或直接冠以产业园、工业园。
据统计，截至2018年，全国总计设立开发区2543家，其中国家级开发区552家、省级开发区1991家。

## 历史
开发区是中国大陆实行改革开放以后开始设置的。在改革开放早期，开发区的设立需经国务院审批。1984年到1988年间，国务院批准在其中12个沿海开放城市设立14个经济技术开发区。其中上海市开设了闵行、虹桥、漕河泾3个国家经济技术开发区。1988年，国务院部门以及省一级地方政府开始批准设立地方开发区，随后全国各地出现“开发区热”，地方各级政府或部门，为了吸引外资、发展工业、促进当地经济发展，设立了名目繁多的各类开发区。2003年，国务院下发《关于暂停审批各类开发区的通知》，在全国开展为期三年的“开发区清理整顿”工作。2006年，国家发展改革委员会、国土资源部、建设部发布了《中国开发区审核公告目录》（2006年版），公告了符合条件的1511家开发区。2007年，国务院办公厅印发《关于促进开发区改革和创新发展的若干意见》，对新形势下开发区工作作出全面部署，要求开发区坚持以产业发展为主，成为本地区制造业、高新技术产业和生产性服务业集聚发展平台，原则上每个县（市、区）不超过1家开发区，鼓励以国家级和发展水平高的省级开发区为主体整合区位邻近的开发区。2018年，国家发展改革委员会、科技部、国土资源部、住房和城乡建设部、商务部、海关总署会同各地区对2006年版《中国开发区审核公告目录》进行了修订，并发布《中国开发区审核公告目录》（2018年版）。

## 分类

### 国务院批准设立
- 经济技术开发区
- 高新技术产业开发区
- 海关特殊监管区域：包括综合保税区、出口加工区、保税港区、保税物流园区。
- 边境/跨境经济合作区：分布在陆路边境口岸，主要进行边境贸易。
- 其他类型开发区：包括中俄互市贸易区、国家旅游度假区、台商投资开发区以及上海陆家嘴金融贸易区和新疆喀什、霍尔果斯经济开发区。

### 省（自治区、直辖市）人民政府批准设立
- 经济开发区
- 高新技术产业开发区
- 工业园区
- 产业园
- 工业示范基地

## 管理模式
- 政府管理模式：由开发区上级政府设立派出机构“管理委员会”（简称“管委会”）来履行行政管理职能，管理委员会的行政层次大多为县级，但不是一级行政区划，没有行政建制。但也有个别开发区在发展过程中与所在地行政区划合二为一，成为名正言顺的市辖区，如青岛经济技术开发区范围逐渐扩大，最后与黄岛区合并，成为“一个机构两块牌子”。
- 企业管理模式：由国有控股的开发区投资公司通过对开发区基础设施的开发建设、土地拍卖、技术和资金入股等经济合作形式对开发区进行经营。如深圳蛇口工业区、上海漕河泾新兴技术开发区。
- 混合管理模式：由开发区管理委员会出资成立开发区投资公司，对开发区进行建设经营。目前中国大部分开发区均采用了该模式。